# Maramarua
Maramarua est une localité de la région de Waikato dans l’Île du Nord de la Nouvelle-Zélande.

## Situation
Elle est localisée sur le trajet de la route State Highway 2 (en), qui passe à travers la ville.

## Histoire
Deux Néo-Zélandais importants sont morts alors qu’ils conduisaient en direction de Maramarua : 
- Stephen Shepherd Allen (en), un homme de loi et homme politique local est mort d’une attaque cardiaque en 1964 et du fait de l’accident son intendante qui a aussi été tuée[1].
- L’historien réputé Michael King et sa femme sont morts, aussi quand leur voiture s’est écrasée contre un arbre en 2004[2].

- Par ailleurs, l’homme public : Chris Bush fut tu » par arme à feu  au niveau de  Red Fox Tavern dans Maramarua le 24 octobre 1987, peu de temps avant minuit, alors qu’il venait prendre une boisson avec son équipe[3].

Pratiquement trente ans plus tard, en 2017, deux hommes furent mis en examen pour meurtre et vols aggravés. Le 29 mars 2021:Mark Joseph Hoggart et un autre complice, ont été jugés coupables du meurtre de Chris Bush. Les deux hommes furent condamnés à un emprisonnement à vie pour le meurtre de Chris Bush, le 7 mai 2021.

## Démographie
Le village de Maramarua est situé dans la zone statistique SA1, qui couvre 29,28 km2.
La zone SA1 est une partie de la zone statistique plus large de Maramarua.
La localité de Maramarua avait une population de 186 habitants lors du  recensement de 2018 en Nouvelle-Zélande, en augmentation de 27 personnes (17,0 %) depuis le recensement de 2013 census et en augmentation de  27 personnes (17,0 %) depuis le recensement de 2006 .
Il y a 66 logements, comprenant  96 hommes et  90 femmes, donnant un sexe-ratio de 1,07 homme pour une femme.
L’âge médian est de 34,6 ans  (comparé avec les 37,4 ans au niveau national), avec  51 personnes  (27,4 %) âgées de moins de 15 ans, 24 personnes (12,9 %) âgées de 15 à 29 ans, 96 personnes (51,6 %) âgées de 30 à 64 ans , et 15 personnes (8,1 %) âgées de 65 ans ou plus .
L’ethnicité est  pour 83,9 % européens/Pākehā, 29,0 % Māori, 3,2% peuples du Pacifique (en), 1,6 % d’origine asiatique (en), et 1,6 % d’une autre ethnicité.
Les personnes peuvent s’identifier de multiples ethnicités en fonction de leur parenté.
Bien que certaines personnes choisissent de ne pas répondre à la question du recensement concernant leur affiliation religieuse, 64,5 % n’ont aucune religion, 25,8 % sont chrétiens (en), et 1,6% ont des croyances religieuses Māori (en).
Parmi ceux d’au moins 15 ans d’âge, 9 personnes (6,7 %) ont une licence ou un degré supérieur et 45 personnes  (33,3 %) n’ont aucune qualification formelle.
Le revenu médian était de  38 400 $, comparé avec les 31 800 $ au niveau national.
33 personnes (24,4 %) gagnent plus de 70 000 $ comparées avec les 17,2 % au niveau national.
Le statut d’emploi de ceux d’au moins 15 ans d’âge est pour  75 personnes (55,6 %)  employées à plein temps, 24 personnes (17,8 %) étaient à temps partiel  et  3 personnes (2,2 %) sont sans emploi.

## Éducation
- L’école de Maramarua School est une école publique, mixte, allant de l’année 1 à 8[9] ,[10] avec un effectif  de  106  personnes en novembre 2022[11]